# Saint-Séverin-en-Condroz
Saint-Séverin (en wallon Sint-Sevrin) est une section de la commune belge de Nandrin située en Région wallonne dans la province de Liège.
C'était une commune à part entière avant la fusion des communes de 1977.
Saint-Séverin est jumelé avec la commune française homonyme de la Charente.
Le village est traversé par le ruisseau de Falogne qui prend sa source au hameau de Petit-Fraineux.

## Étymologie
Le nom de l'endroit qui à l’origine s’appelait Saint-Symphorien (comme le patron protecteur de sa première église) s’est transformé au XIIIe siècle en Sanctus Severinus (Saint-Séverin) par confusion des deux noms dans un document officiel en latin de 1219.

## Géographie

### Lieux-dits
Fond de Falogne, Fornays, Hou du Pecquet, Houssalles, La Tolle, Moulin Falogne, Petit-Fraineux[réf. nécessaire].

### Quelques chiffres vers 1950
- 601 habitants,
- 195 habitations,
- 509 hectares de superficie

## Démographie
- Sources:INS, Rem:1831 jusqu'en 1970=recensements, 1976= nombre d'habitants au 31 décembre

## Histoire
En 1091, le comte Gislebert de Clermont et son frère lèguent la moitié des terres qu’ils possèdent en ces lieux à l’abbaye de Cluny.
Bien qu’une église dédiée à saint Symphorien ait été présente avant la fondation du village, ce n’est que lorsque des bénédictins de Cluny viennent bâtir au tout début du XIe siècle un prieuré sur le site, qu’une véritable communauté villageoise s’implante à proximité immédiate de celui-ci.

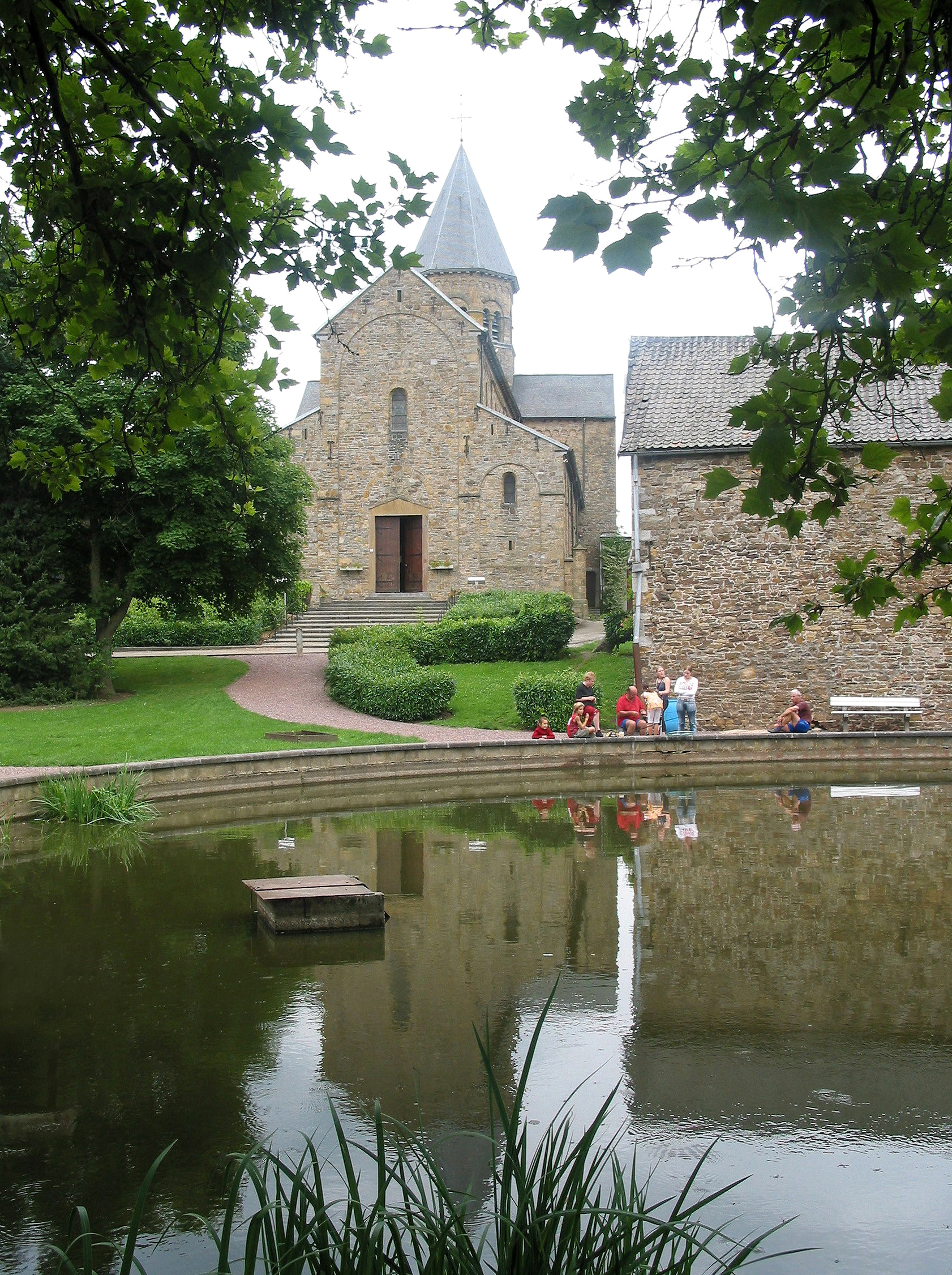
L'église Saints-Pierre-et-Paul (XIIe siècle).

En 1107, l’existence du prieuré est attestée dans la Gesta Abbatum Trudonensium.
Dans la première moitié du XIIe siècle les moines clunisiens s’attellent à construire l’église actuelle et ils la dédient à leurs saints patrons protecteurs Pierre et Paul.
Vers 1145, l’évêque Albéron de Liège consacre la nouvelle église de style mosan.
En 1251, il est fait mention pour la première fois du nom du village Saint-Symphorien dans un document officiel en français.
Vers 1516, le village ainsi que le prieuré passent sous contrôle de la mense épiscopale de Liège régie par le prince évêque Erard de la Marck et y resteront jusqu’à leur cession en 1574 par Gérard de Groesbeeck à l’ordre des jésuites. Le village ainsi que le prieuré resteront sous contrôle des jésuites jusqu’à la dissolution de cet ordre en 1773 et puis seront à nouveau régis par la mense épiscopale de Liège jusqu’à la fin de l’Ancien Régime.
Le village ne souffrira pas beaucoup des conflits et des troubles qui émailleront la période post-révolutionnaire. Toutefois le prieuré et l'église seront laissés dans un tel état d'abandon que différentes réparations s'imposeront au XIXe siècle. De lourdes restaurations devront être poursuivies pendant le XXe siècle.

## Patrimoine et culture

### Patrimoine architectural

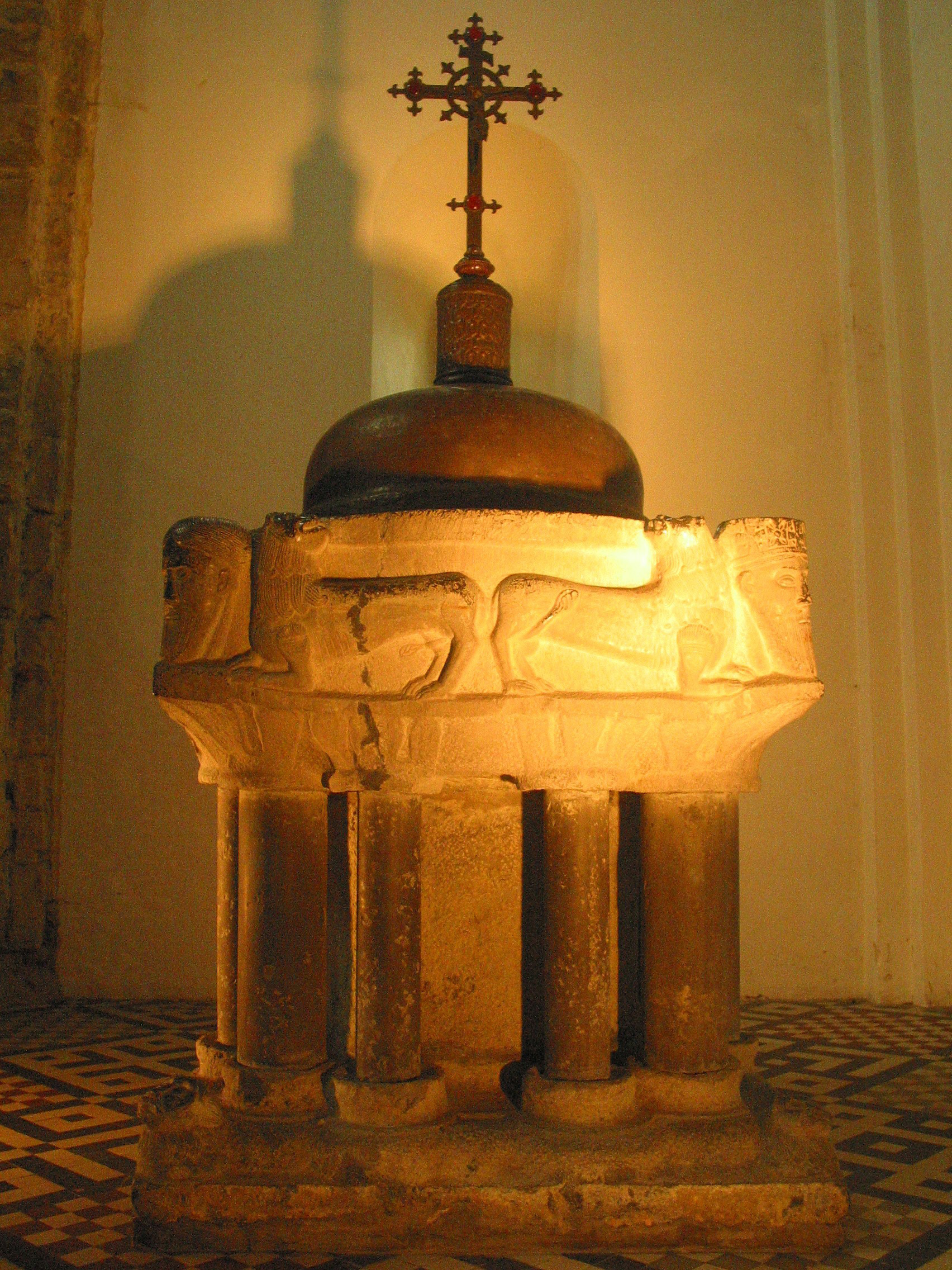
Fonts baptismaux de l’église Saints-Pierre-et-Paul.

L'église, bâtie au milieu du XIIe siècle pour l'ancien prieuré clunisien, est caractérisée par la rarissime présence, en pays mosan, d'une tour centrale avec clocher octogonal, s'élevant à la croisée de la nef et du transept. Cette église, restaurée au XIXe siècle, a des fonts baptismaux romans et étend son ombre sur le presbytère, autre témoin du prieuré de jadis.

## Économie
L'agriculture a été jusqu’au milieu du XXe siècle la ressource la plus importante du village.
Aujourd’hui, la population active est essentiellement composée d’ouvriers et d’employés exerçant leurs professions dans les villes et villages voisins.

## Personnalités liées à Saint-Séverin
- Roland Bontridder, musicien, organiste[2], né à Châtelineau le 7 juillet 1947 et décédé à Saint-Séverin[3] le 23 janvier 2016.